# Jakov Jurovskij

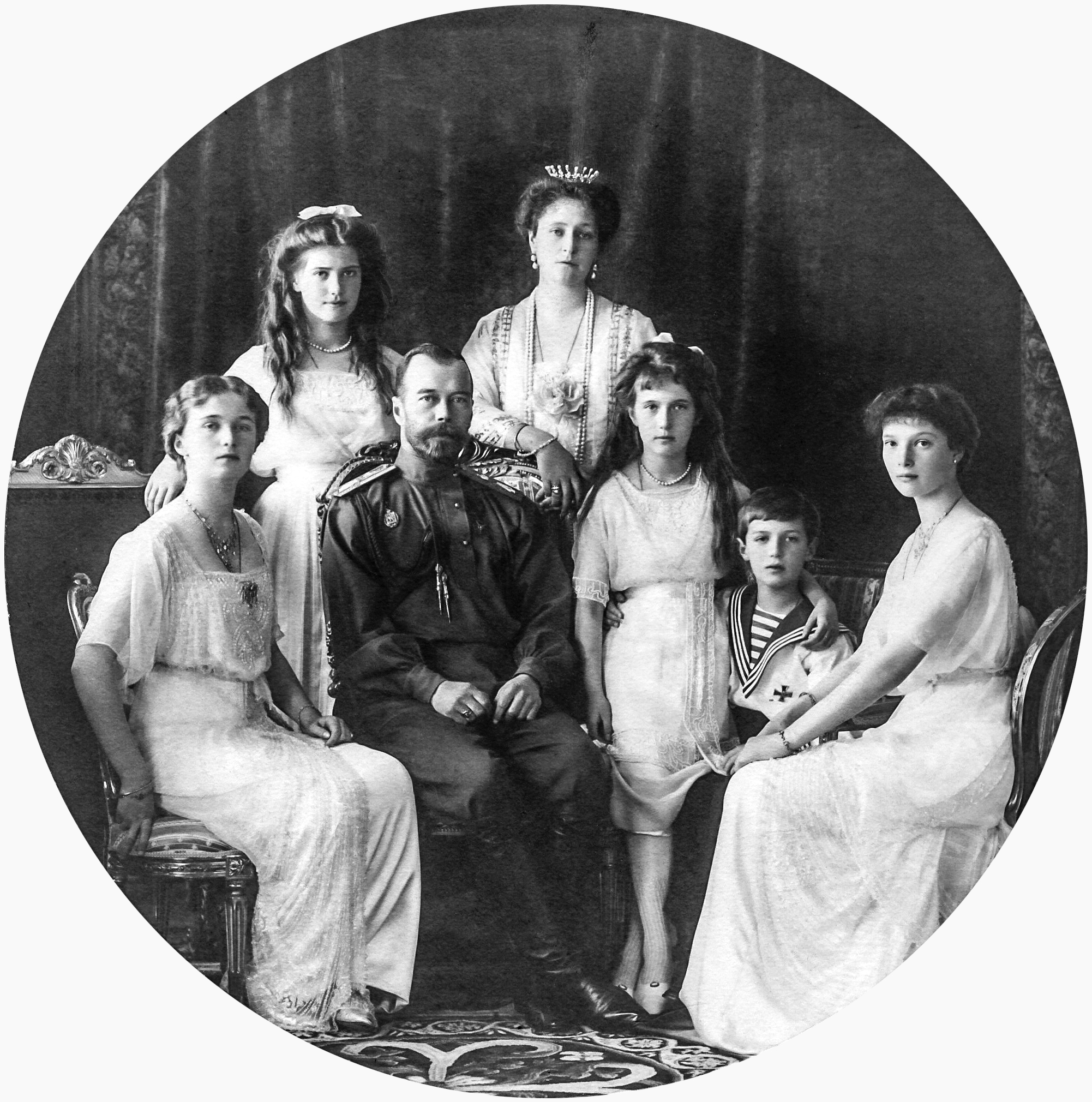
Ryska tsarfamiljen 1913.

Jakov Michajlovitj Jurovskij (ryska: Яков Михайлович Юровский), född 19 juni 1878 i Tomsk, död 2 augusti 1938 i Moskva, var en sovjetisk revolutionär och medlem av tjekan, den sovjetiska säkerhets- och underrättelsetjänsten. Det var Jurovskij i ledande position, tillsammans med en grupp andra bolsjeviker, som avrättade tsarfamiljen Romanov i Ipatjevhuset i Jekaterinburg natten mellan den 16 och 17 juli 1918 (under det ryska inbördeskriget).

## Biografi
Jakov Jurovskij föddes i Tomsk i Sibirien 1878 i en familj av judisk börd som det åttonde barnet av tio till glasmästaren Michajl Jurovskij och sömmerskan Ester Moisejevna. Enligt den brittiska historikern Helen Rappaport studerade Jurovskij Talmud i sin ungdom, men familjen ska senare ha försökt distansera sig från sina judiska rötter, möjligen på grund av den utbredda antisemititismen i dåtidens Ryssland. Kort innan Jurovskij hängav sig fullt ut åt de revolutionära gärningarna så konverterade han till luthersk kristendom.
Den ryska tsarfamiljen sköts ihjäl (troligtvis på direkta order från Vladimir Lenin, Jakov Sverdlov och Felix Dzerzjinskij) tillsammans med fyra av sina närmaste förtrogna och hushållsarbetare (och familjens spaniel Jimmy), efter att först ha hållits i husarrest i Ipatjevhuset i Jekaterinburg, natten mellan den 16 och 17 juli 1918. Kropparna begravdes därefter för att sopa igen spåren efter vad som hade hänt för eftervärlden, men det hela uppdagades då den vita armén åtta dagar senare svepte in i Jekaterinburg.
Efter det ryska inbördeskriget (1917–1922) arbetade Jurovskij inom diverse statsinstitutioner, bland annat som chef för gulddepartementet inom den sovjetiska statskassan samt för Polytekniska Museet i Moskva.
Han dog 1938 av magsår (peptiskt sår), 60 år gammal.

## På film
- I den amerikanska långfilmen Nikolaus och Alexandra av Franklin J. Schaffner från 1971 porträtteras Jurovskij av den brittiske skådespelaren Alan Webb (som var 65 år gammal vid inspelningstillfället, vilket är 25 års skillnad mot de 40 år som Jurovskij var 1918).[3]
- I den sovjetiska dramafilmen Tsarens mördare (ryska: Цареубийца, romaniserat: Tsareubiytsa) av Karen Sjachnazarov från 1991 porträtterades Jurovskij åter igen av en britt i formen av Malcolm McDowell.[4]